# Colin Gunton
Colin Ewart Gunton (19 de janeiro de 1941 - 6 de maio de 2003) foi um teólogo sistemático reformado inglês. Ele fez contribuições à doutrina da criação e à doutrina da Trindade . Ele foi Professor de Doutrina Cristã no King's College, Londres a partir de 1984. Co-fundou com Christoph Schwoebel o Instituto de Pesquisa para Teologia Sistemática em 1988. Gunton estava ativamente envolvido na Igreja Reformada Unida no Reino Unido, onde era ministro desde 1972. 
O trabalho mais influente de Gunton foi sobre as doutrinas da criação e da Trindade. sendo um de seus livros mais importantes é The One, the Three and the Many (1993), que foi descrito como "uma análise profunda dos paradoxos e contradições da Modernidade" e até hoje é considerado uma "pesquisa majestosa da tradição intelectual ocidental e uma análise penetrante da condição moderna. 

## Trabalhos publicados
- Tornar-se e Ser: A Doutrina de Deus em Charles Hartshorne e Karl Barth (1978, 2ª Ed. 2001)
- Ontem e Hoje: Um Estudo de Continuidades em Cristologia (1983, 2ª Ed. 1997)
- Iluminismo e alienação: um ensaio para uma teologia trinitária (1985)
- Atualidade da Expiação: Um Estudo da Metáfora, da Racionalidade e da Tradição Cristã (1988)ISBN 0-567-29220-7
- The Promise of Trinitarian Theology (1991, 2ª Ed. 1997)ISBN 0-567-08100-1
- Cristo e a Criação (1992)ISBN 0-8028-0579-5 |ISBN 0-85364-527-2
- The One, the Three and the Many (1993)ISBN 0-521-42184-5
- Uma breve teologia da revelação (1995)ISBN 0-567-09726-9 |ISBN 0-567-29293-2
- Teologia através dos teólogos: ensaios 1972-1995 (1996)
- O Criador Triuno: Um Estudo Histórico e Sistemático (1998)ISBN 0-8028-4575-4
- Intelecto e ação (2000, T & T Clark))
- Teologia através da pregação (2001, T & T Clark)
- A fé cristã: uma introdução à doutrina cristã (2002)ISBN 0-631-21182-9
- Ato e ser: em direção a uma teologia dos atributos divinos (2002)
- Pai, Filho e Espírito Santo: Rumo a uma Teologia Totalmente Trinitária (2003)
- Teólogo como Pregador: Sermões Adicionais de Colin Gunton (2007, T & T Clark)
- The Barth Lectures (2007, T & T Clark)